# Калиновка (Хиславичский район)
Калиновка — деревня в Хиславичском районе Смоленской области России. Входит в состав Владимировского сельского поселения. Население — 5 жителей (2007 год). 
Расположена в юго-западной части области в 8 км к востоку от Хиславичей, в 23 км западнее автодороги А141 Орёл — Витебск, на берегу реки Духовая. В 24 км восточнее деревни расположена железнодорожная станция Стодолище на линии Смоленск — Рославль. 

## История
В 1859 году отмечена в списке населённых мест Смоленской губернии под названием Трудолюбовка (Калиновка) . В деревне было 3 двора и 30 жителей.
Калиновка отмечена на карте 1926 года.
В годы Великой Отечественной войны деревня была оккупирована гитлеровскими войсками в июле 1941 года, освобождена в сентябре 1943 года.
В 1978 году входила в состав Владимировского сельсовета Хиславичского района.